# Evangelische Pfarrkirche Waiern

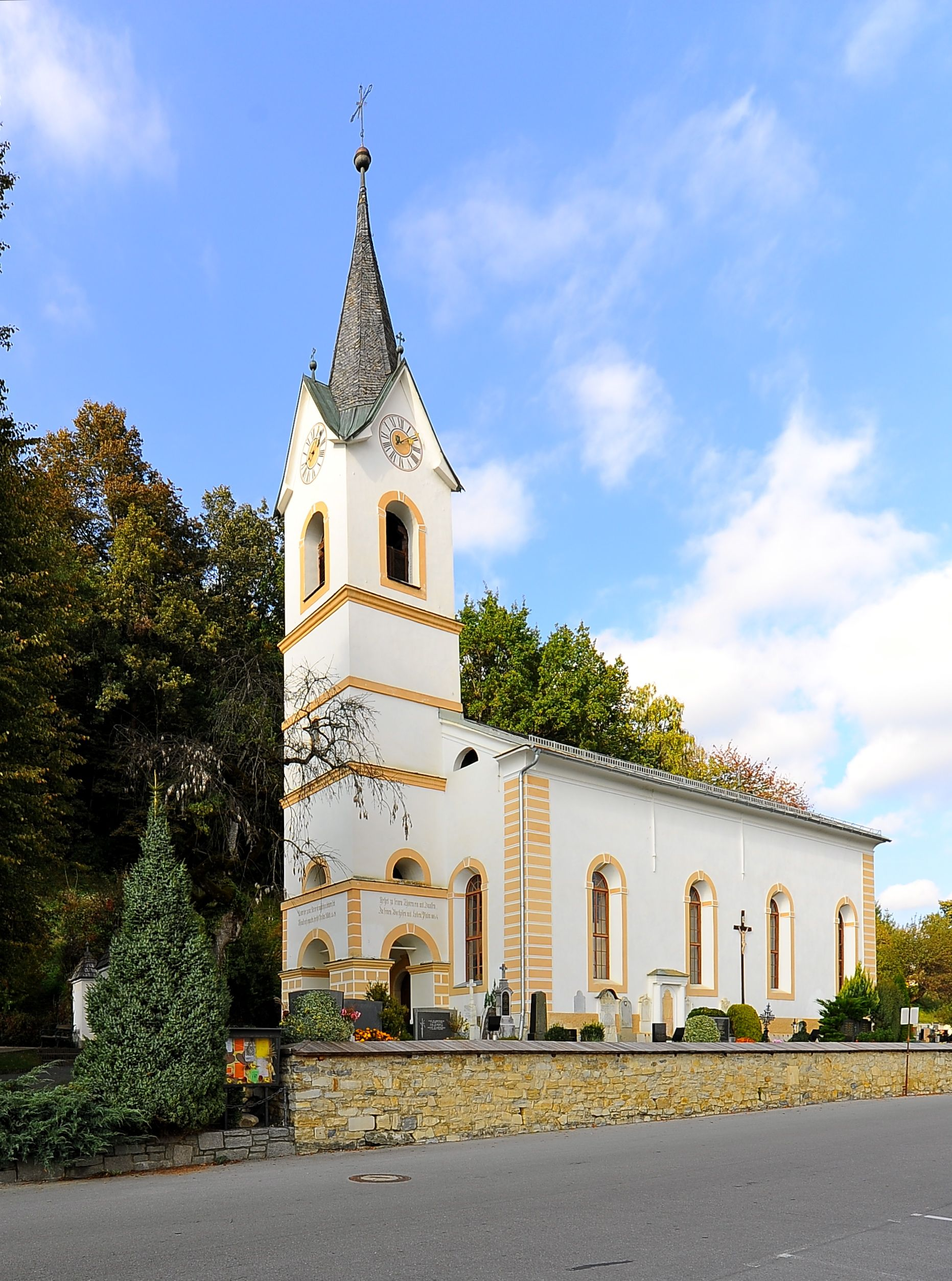

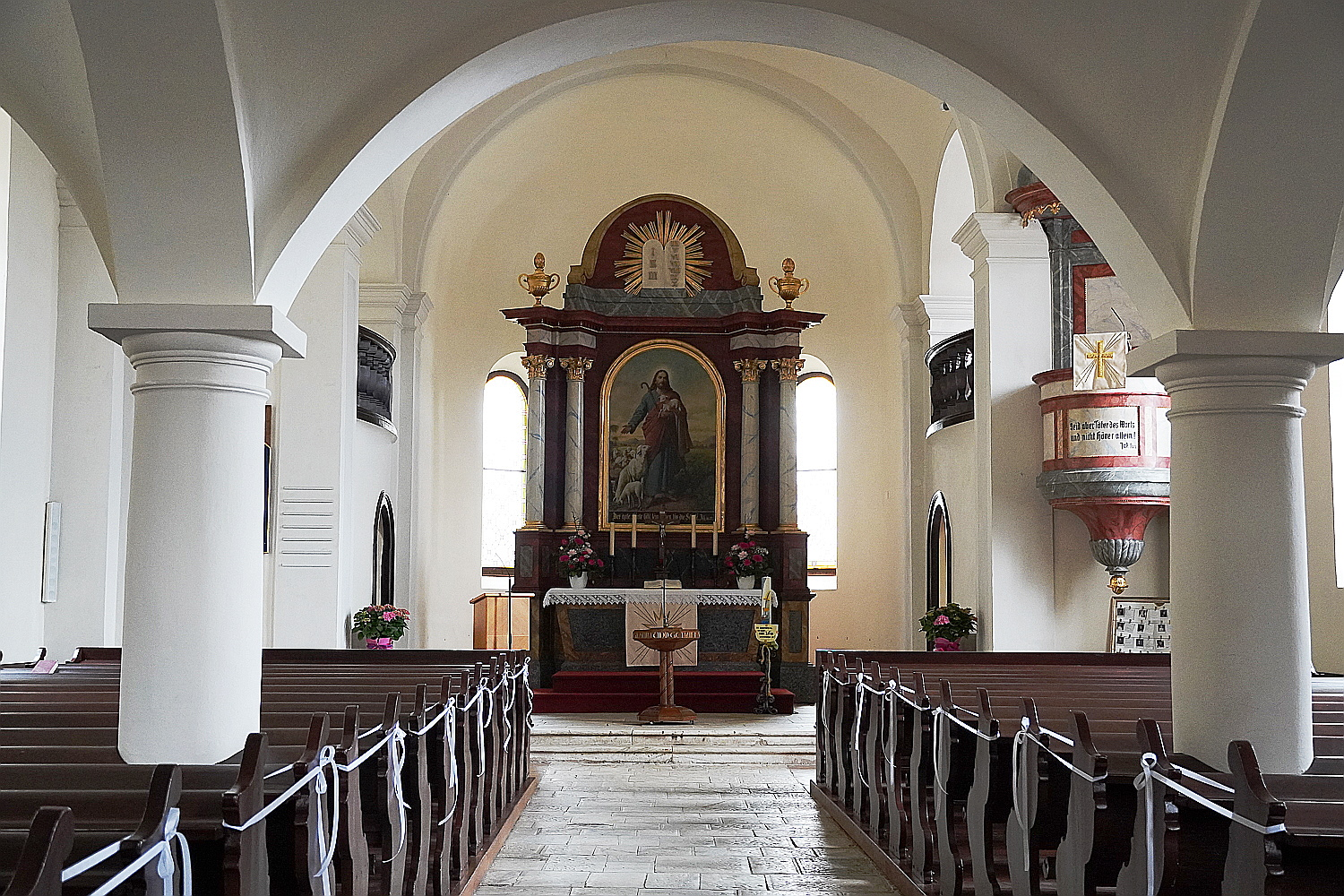

Die evangelische Pfarrkirche Waiern in der Gemeinde Feldkirchen wird von einem Diakoniezentrum umgeben. Die evangelisch-lutherische Pfarre umfasste in ihrer Gründungszeit praktisch ganz Unterkärnten. Wolfsberg und Klagenfurt waren bis 1864, dem Jahr der Gründung der Gemeinde in Klagenfurt, Tochtergemeinden von Waiern.

## Beschreibung
Das Gotteshaus ist ein 1852/53 errichteter, großer historistischer Bau mit einer stark eingezogenen Rundapsis. Der 1855 vollendete, dem Langhaus vorgestellte Westturm besitzt rundbogige Schallöffnungen und wird von einem Pyramidendach bekrönt. Die Vorhalle im Turmerdgeschoß ist an drei Seiten mit Rundbögen geöffnet. Man betritt die Kirche durch das westliche Rundbogenportal. Rechts vom Eingang befinden sich die Gräber des ersten Pfarrers Adam Wassertheurer sowie von Pfarrer Ernst Schwarz, dem Begründer der Diakonie Waiern.
Im Inneren sind das Langhaus, der Chor und die Orgelempore mit Platzlgewölben ausgestattet. Im Langhaus teilen Gurtbögen über Wandvorlagen das Gewölbe in drei Joche. Die dreiachsige, zweijochige Westempore mit leicht vorschwingender Brüstung steht auf toskanischen Säulen. Ein rundbogiger Triumphbogen mit Kämpfern und einer Lutherrose im Scheitel verbindet das Langhaus mit dem einjochigen Chor. In den seitlichen Konchen des Chores sind Oratorien untergebracht. Der Säulenaltar zeigt am Altarblatt den Guten Hirten und am Aufsatz die Gesetzestafeln.

### Orgel
Die Kirche erhielt 1853 eine Orgel aus der Werkstatt des Instrumentenbauers Bartholomäus Hörbiger. Das Instrument weist die folgende Disposition auf:
| Manual C– |            |       |
| 1.        | Principal  | 8′    |
| 2.        | Flöte      | 8′    |
| 3.        | Gambe      | 8′    |
| 4.        | Oktav      | 4′    |
| 5.        | Flöte      | 4′    |
| 6.        | Superoktav | 2′    |
| 7.        | Mixtur II  | 1 ⁄3′ |

| Pedal C–d1 |           |     |
| 8.         | Subbass   | 16′ |
| 9.         | Oktavbass | 08′ |

- Koppeln: I/P